# Intel Extreme Tuning Utility
La Intel Extreme Tuning Utility è una tecnologia sviluppata da Intel allo scopo di fornire all'utente una particolare interfaccia utilizzabile dal sistema operativo attraverso cui dialogare direttamente con il BIOS della scheda madre e poter quindi agire sui settaggi più profondi del sistema (tra cui anche quelli per l'overclock) senza dover riavviare il sistema e attraverso un'utility software certamente più semplice e intuitiva di quanto possa essere la scarna interfaccia di un tradizionale BIOS.
È stata implementata per la prima volta nella versione X38 del chipset della famiglia Bearlake, presentato a settembre 2007.

## Principi di funzionamento
Oltre alla possibilità sopracitata di poter effettuare l'overclock direttamente dal sistema operativo, la vera novità introdotta d questa tecnologia risiede nel fatto che Intel ha fornito ai produttori di motherboard alcune istruzioni e un'utility apposita per fornire agli utenti un set più o meno ampio di possibilità di intervento sul BIOS. In altre parole, attraverso l'implementazione di determinate funzionalità all'interno di questo programma, Intel permette ai produttori di decidere quali di queste istruzioni potranno utilizzare i consumatori.
In questo modo, gli utenti non solo possono cambiare parametri come timing e frequenze, ma possono monitorare la temperatura, le tensioni e le frequenze. La tecnologia per migliorare le prestazioni della memoria RAM, conosciuta come Intel Extreme Memory e implementata anch'essa per la prima volta nel chipset X38, può a sua volta essere controllata attraverso questa utility. Gli utenti sono liberi inoltre di creare profili personalizzati per i vari contesti di utilizzo del sistema (overclock per videogiochi ad alte prestazioni, oppure sistema a valori standard durante la navigazione in Internet). Intel ha voluto presentare tale tecnologia come una sorta di "BIOS sul desktop di Windows".